# Renato Bruscaglia
Renato Bruscaglia (Urbino, 19 novembre 1921 – Bologna, 25 novembre 1999) è stato un incisore italiano.

## Biografia
La sua prima formazione artistica gli deriva dall'Istituto per la decorazione e l'illustrazione del Libro, in particolare dagli insegnamenti ricevuti da Leonardo Castellani. Consegue il diploma nel 1941.
Durante la seconda Guerra Mondiale frequenta la Scuola del Libro.
Con la fine della guerra, torna a incidere in coincidenza con il suo ritorno ad Urbino, dove prima ottiene la cattedra di Disegno dal vero e poi quella di Incisione calcografica presso la Scuola del Libro. In questo periodo collabora alla realizzazione della monografia sul Palazzo Ducale di Urbino di Pasquale Rotondi, edita dalla Scuola del Libro, a cui contribuì con l'esecuzione delle assonometrie del Palazzo che accompagnano il testo. Quest'esperienza fece emergere nell'artista un particolare interesse per la prospettiva e per la tridimensionalità dello spazio. Tale interesse lo portò ad intraprendere una ricerca fra lo spazio geometrico e organico che proseguì fino al 1968.
Tra gli anni cinquanta e sessanta Bruscaglia s'interessa, come tema delle sue opere, oltre al paesaggio, anche della figura umana. In questo periodo tiene la cattedra d'incisione all'Accademia di belle arti di Firenze, pur continuando a risiedere a Urbino.
Tornò a lavorare nella sua città natale, quando fu chiamato a ricoprire la carica di direttore della neonata Accademia di Belle Arti. Mantenne tale incarico sino alla pensione.
Fu consigliere della locale Accademia Raffaello, dal 1968 al 1969, di cui era socio dal 4 gennaio 1948. Assieme ai colleghi Carlo Ceci e Pietro Sanchini organizzò un Corso Estivo Internazionale dell'Incisione Artistica, dal 1962 al 1987, e fu tra i promotori, assieme a Ceci, delle edizioni del Teatro rinascimentale di Corte. Fu candidato sindaco per la lista civica Per Urbino capoluogo alle elezioni comunali del 1995, e consigliere comunale dal 1995 al 1997.
Tra le esposizioni a cui ha partecipato, la Mostra dell'Incisione Italiana dell'Opera Bevilacqua La Masa (Venezia, 1955-1965), la Biennale di Venezia (nel 1956 e nel 1962), la Mostra Internazionale di Grafica in palazzo Strozzi a Firenze (1969), la Quadriennale Nazionale d'Arte di Roma (1974), la IV Triennale dell'Incisione a Milano (1980).
Morì a Bologna il 25 novembre 1999. Fu sepolto nel cimitero di Urbino..

## Scritti
- Incisione calcografica e stampa originale d'arte - materiali, procedimenti e segni grafici, Edizioni Quattroventi, 1988, Urbino, ISBN 88-392-0029-0.
- L'incisione fra artigianato e tecnologia, in S. Cuppini (a cura di), Dalla Traccia al Segno. Incisori del Novecento dalle Marche, catalogo di mostra, Roma, Edizioni De Luca, 1994, pp. 261-2, ISBN 88-8016-053-2.
- Incisione calcografica e stampa originale d'arte - materiali, procedimenti e segni grafici, Edizioni Quattroventi, 2019, Urbino (Nuova edizione), ISBN 978-88-392-1028-9.

## Mostre personali
- Renato Bruscaglia incisore - Vita e segno: il paesaggio interiore, dall'11 novembre al 29 novembre 2000, Galleria Antichi Forni, Macerata.
- Renato Bruscaglia - Primavera come mai prima, dal 31 maggio al 5 luglio 2003, Sale del Castellare di Palazzo Ducale, Urbino.
- il Paesaggio Interiore, dal 21 ottobre al 26 novembre 2006, Biella.
- Il Segno delle Stagioni, dal 19 settembre al 31 ottobre 2009, Sale del Castellare di Palazzo Ducale, Urbino.[4]

## Onorificenze e riconoscimenti
- Il 19 marzo 2022 è stato intitolato all'artista il Largo antistante l'ingresso principale dell'Accademia di Belle Arti di Urbino[6][7].